# وسام الوحدة اليمنية
وسام الوحدة هو من الأوسمة الرفيعة في الجمهورية اليمنية،  ويمنح تكريماً لأشخاص كان لهم أدوار واضحة في مساندة الوحدة اليمنية.
قبل وحدة اليمن كانت أهم الأوسمة في شمال اليمن هي وسام الجمهورية أو وسام مأرب، وفي الجنوب وسام العمال.

## اصنافه
يقسم إلى ثلاث درجات:
- شعار الوحدة: وهو يتألف من قلادة، لوحة، دبوس ووردة مصغرة وميدالية، [3] ويقدم للشخصيات الأخرى، مثل الأمين العام للأمم المتحدة بان كي مون.[4]
- وسام الوحدة أو ميدالية الوحدة: وهو يتألف من حزام ولوحة ووردة [5] وتقدم لشخصيات أخرى، مثل عبد الله المزروعي، سفير الإمارات العربية المتحدة في اليمن.[6]